# Victoria Stadium (Gibraltar)
Victoria Stadium är en multiarena i Gibraltar. Den används för närvarande mest för fotbollsmatcher och rymmer 5000 personer, stadion ligger precis intill Gibraltars flygplats. Stadion namngavs efter Gibraltarfilantropen John Mackintoshs fru.
Marken har även stått värd för cricketmatcher sedan 1993. Första cricketmatchen på marken var när 1993 mellan Gibraltar och Marylebone Cricket Club, när MCC besökte Gibraltar.
Efter att Gibraltar Football Association antogs i maj 2013 som fullvärdig medlem i Uefa, är det troligt att den föreslagna Europa Point Stadium kommer att ersätta Victoria Stadium som Gibraltars nationalstadion.